# Колодна
Колодна — упомянутое в духовной грамоте Ивана III 1504 года бывшее владение тарусских князей неясной локализации. По предположению Шекова А. В., соответствует будущему Колоденскому стану Тульской губернии в районе р.Колодни.
В Галицко-Волынской летописи под 1238 годом сообщается о сражении владимирских и рязанских войск против монголов на Колодне на том же месте, где другие летописи описывают битву под Коломной.